# سیارک ۷۶۷۴
سیارک ۷۶۷۴ (به انگلیسی: 7674 Kasuga، نامگذاری:1995VO1) هفت هزار و ششصد و هفتاد و چهارمین سیارک کشف شده‌است که در ۱۵ نوامبر ۱۹۹۵ کشف شد.
قدر مطلق سیارک برابر ۱۲٫۵۰ است.